# Kieler Sportvereinigung Holstein von 1900 1980-1981
Questa voce raccoglie le informazioni riguardanti il Kieler Sportvereinigung Holstein von 1900 nelle competizioni ufficiali della stagione 1980-1981.

## Stagione
Nella stagione 1980-1981 l'Holstein Kiel, allenato da Gerhard Prokop, Peter Arnold, Helmut Richert e Heinz Stickel, concluse il campionato di 2. Bundesliga al 19º posto. In Coppa di Germania l'Holstein Kiel fu eliminato al primo turno dal Hertha Berlino.

## Rosa
| N. |                     | Ruolo | Calciatore       |
| -- | ------------------- | ----- | ---------------- |
|    | Germania (bandiera) | P     | Andreas Köpke    |
|    | Germania (bandiera) | P     | Manfred Ludwig   |
|    | Germania (bandiera) | P     | Thomas Richter   |
|    | Germania (bandiera) | D     | Jochen Aido      |
|    | Germania (bandiera) | D     | Gerd Andresen    |
|    | Germania (bandiera) | D     | Willi Cryns      |
|    | Germania (bandiera) | D     | Bernd Gerulat    |
|    | Ungheria (bandiera) | D     | Attila Kovács    |
|    | Germania (bandiera) | D     | Thorsten Neumann |
|    | Germania (bandiera) | D     | Immo Stelzer     |
|    | Germania (bandiera) | C     | Bernd Brexendorf |
|    | Grecia (bandiera)   | C     | Dimitrios Daras  |

| N. |                     | Ruolo | Calciatore        |
| -- | ------------------- | ----- | ----------------- |
|    | Germania (bandiera) | C     | Lutz Ernemann     |
|    | Germania (bandiera) | C     | Bernd Jordt       |
|    | Germania (bandiera) | C     | Axel Möller       |
|    | Germania (bandiera) | C     | Heinz Stickel     |
|    | Germania (bandiera) | C     | Dietmar Tönsfeldt |
|    | Germania (bandiera) | C     | Franz-Josef Toth  |
|    | Germania (bandiera) | C     | Dieter Wendlandt  |
|    | Germania (bandiera) | A     | Horst Hamann      |
|    | Germania (bandiera) | A     | Manfred Jochimiak |
|    | Germania (bandiera) | A     | Kurt Larsen       |
|    | Germania (bandiera) | A     | Stefan Rausch     |
|    | Germania (bandiera) | A     | Rüdiger Wrobel    |

## Organigramma societario
Area tecnica
- Allenatore: Heinz Stickel
- Allenatore in seconda:
- Preparatore dei portieri:
- Preparatori atletici:

## Calciomercato

### Sessione estiva
| Acquisti | Acquisti      | Acquisti             | Acquisti |
| R.       | Nome          | da                   | Modalità |
| -------- | ------------- | -------------------- | -------- |
| D        | Willi Cryns   | S.J. Earthquakes     |          |
| A        | Kurt Larsen   | Nørresundby          |          |
| A        | Stefan Rausch | Alemannia Aquisgrana |          |
| C        | Heinz Stickel | Röchling Völklingen  |          |

| Cessioni | Cessioni        | Cessioni         | Cessioni |
| R.       | Nome            | a                | Modalità |
| -------- | --------------- | ---------------- | -------- |
| A        | Harry Witt      | Viktoria Colonia |          |
| A        | Stefan Dietrich | Preußen Münster  |          |
| A        | Uwe Knodel      | St. Pauli        |          |

### Sessione invernale
| Acquisti | Acquisti | Acquisti | Acquisti |
| R.       | Nome     | da       | Modalità |
| -------- | -------- | -------- | -------- |

| Cessioni | Cessioni | Cessioni | Cessioni |
| R.       | Nome     | a        | Modalità |
| -------- | -------- | -------- | -------- |

## Risultati

### 2. Bundesliga

#### Girone di andata
| Arbitro: | Risse |

|                        |           |  |
| Hollmann 29’ Keute 79’ | Marcatori |  |

| Arbitro: | Eschweiler |

|                    |           |              |
| Cryns 26’ Witt 32’ | Marcatori | 43’ Krumbein |

| Arbitro: | Horeis |

|                 |           |            |
| Witt 29’ (rig.) | Marcatori | 81’ Wolter |

| Arbitro: | Kespohl |

|                         |           |                      |
| Laufer 16’ Wittkamp 87’ | Marcatori | 42’ Möller 54’ Daras |

| Arbitro: | Prinz |

|                               |           |          |
| Brexendorf 3’ Witt 36’ (rig.) | Marcatori | 42’ Lenz |

| Arbitro: | Pauly |

|                           |           |  |
| Dietrich 77’ Krekeler 82’ | Marcatori |  |

| Arbitro: | Redelfs |

|                      |           |               |
| Daras 34’ Hamann 46’ | Marcatori | 26’ Killmaier |

| Arbitro: | Möller |

|                                                             |           |  |
| Mill 9’, 25’, 30’ Herget 57’ (rig.), 65’ (rig.), 85’ (rig.) | Marcatori |  |

| Arbitro: | Nolte |

|  |           |                          |
|  | Marcatori | 75’ Wehmeier 89’ Spazier |

| Arbitro: | Assenmacher |

|                                                              |           |                |
| Reinders 17’ Kostedde 54’, 66’ Meier 72’ Möhlmann 74’ (rig.) | Marcatori | 69’ Brexendorf |

| Kiel 30 settembre 1980 11ª giornata | Holstein Kiel | 0 – 0 referto | Rot-Weiß Lüdenscheid | Holstein-Stadion (3 500 spett.)\| Arbitro: \| Welling \| |
| Arbitro:                            | Welling       |               |                      |                                                          |

| Arbitro: | Wahmann |

|                                            |           |               |
| Schatzschneider 6’ Gorski 53’ Hartmann 85’ | Marcatori | 32’ Jochimiak |

| Arbitro: | Filipiak |

|                             |           |  |
| Tönsfeldt 35’ Wendlandt 69’ | Marcatori |  |

| Arbitro: | Retzmann |

|                                |           |  |
| Feilzer 48’, 63’ Rogoznica 57’ | Marcatori |  |

| Arbitro: | Heitmann |

|                                   |           |  |
| Brexendorf 70’ Jordt 78’ Witt 89’ | Marcatori |  |

| Arbitro: | Osmers |

|  |           |                |
|  | Marcatori | 87’ Brexendorf |

| Arbitro: | Zittrich |

|            |           |               |
| Hamann 89’ | Marcatori | 73’ Schilling |

| Arbitro: | Holzweißig |

|                          |           |               |
| Osterkamp 81’ Darsow 87’ | Marcatori | 86’ Wendlandt |

| Arbitro: | Gabriel |

|                                       |           |                                   |
| Jordt 1’ (rig.) Daras 16’ Stickel 48’ | Marcatori | 11’, 21’ Künkel 73’ (rig.) Segler |

| Arbitro: | Burgers |

|                                  |           |                           |
| Werres 16’ Rolff 59’ Mödrath 66’ | Marcatori | 20’ Wendlandt 70’ Stickel |

| Arbitro: | Diekert |

|                        |           |                        |
| Larsen 50’ Stelzer 84’ | Marcatori | 54’, 61’, 67’ Bertrams |

#### Girone di ritorno
| Arbitro: | Osmers |

|  |           |               |
|  | Marcatori | 17’, 34’ Worm |

| Arbitro: | Winkler |

|  |           |           |
|  | Marcatori | 49’ Daras |

| Arbitro: | Wichmann |

|                           |           |  |
| Fesser 3’ Snater 36’, 45’ | Marcatori |  |

| Arbitro: | Schön |

|                                 |           |            |
| Jordt 13’ (rig.) Brexendorf 77’ | Marcatori | 25’ Linßen |

| Arbitro: | Waltert |

|                             |           |  |
| Clute-Simon 5’ Bertrams 33’ | Marcatori |  |

| Arbitro: | Mölm |

|                        |           |                 |
| Stelzer 69’ Larsen 76’ | Marcatori | 67’ Eigenwillig |

| Arbitro: | Fiene |

|                                                              |           |                  |
| Dickert 20’ (rig.) Ehrmantraut 48’ Pagel 64’ Remark 78’, 86’ | Marcatori | 16’ (aut.) Stöhr |

| Arbitro: | Glasneck |

|                    |           |          |
| Kremers 34’ (aut.) | Marcatori | 24’ Mill |

| Arbitro: | Schön |

|             |           |  |
| Metzner 67’ | Marcatori |  |

| Arbitro: | Retzmann |

|               |           |              |
| Brexendorf 5’ | Marcatori | 84’ Kostedde |

| Arbitro: | Prinz |

|                        |           |               |
| Helmes 50’ Hadifar 68’ | Marcatori | 23’ Wendlandt |

| Arbitro: | Meijerink |

|  |           |                               |
|  | Marcatori | 2’ Mertes 72’ Schatzschneider |

| Arbitro: | Eschweiler |

|                                               |           |                         |
| Tinnefeld 9’ Steiner 22’ Drews 45’ Kunkel 61’ | Marcatori | 31’ Jochimiak 71’ Daras |

| Arbitro: | Malbranc |

|               |           |                            |
| Wendlandt 37’ | Marcatori | 16’ Feilzer 52’ Olaidotter |

| Arbitro: | Schütte |

|             |           |  |
| Brocker 14’ | Marcatori |  |

| Arbitro: | Milkert |

|  |           |                                |
|  | Marcatori | 47’, 76’ Bockenfeld 63’ Hansel |

| Arbitro: | Filipiak |

|                                     |           |            |
| Schlumberger 14’ Schilling 46’, 72’ | Marcatori | 90’ Möller |

| Arbitro: | Welling |

|                                 |           |                      |
| Osterkamp 30’ (aut.) Möller 81’ | Marcatori | 88’ (rig.) Osterkamp |

| Arbitro: | Reichmann |

|  |           |                                    |
|  | Marcatori | 29’ Jochimiak 72’ Möller 77’ Daras |

| Arbitro: | Holzweißig |

|                                |           |               |
| Krumbein 8’, 80’, 88’ Lenz 11’ | Marcatori | 13’ Wendlandt |

| Arbitro: | Gabriel |

|                                     |           |              |
| Rausch 26’ Möller 70’ Wendlandt 78’ | Marcatori | 84’ Krekeler |

### Coppa di Germania
| Arbitro: | Zittrich |

|                                                |           |            |
| Remark 13’ Ehrmantraut 19’ Wesseler 87’ (rig.) | Marcatori | 73’ Hamann |

## Statistiche

### Statistiche di squadra
| Competizione      | Punti | In casa | In casa | In casa | In casa | In casa | In casa | In trasferta | In trasferta | In trasferta | In trasferta | In trasferta | In trasferta | Totale | Totale | Totale | Totale | Totale | Totale | DR  |
| Competizione      | Punti | G       | V       | N       | P       | Gf      | Gs      | G            | V            | N            | P            | Gf           | Gs           | G      | V      | N      | P      | Gf     | Gs     | DR  |
| ----------------- | ----- | ------- | ------- | ------- | ------- | ------- | ------- | ------------ | ------------ | ------------ | ------------ | ------------ | ------------ | ------ | ------ | ------ | ------ | ------ | ------ | --- |
| 2. Bundesliga     | 31    | 21      | 9       | 6       | 6       | 30      | 28      | 21           | 3            | 1            | 17           | 18           | 53           | 42     | 12     | 7      | 23     | 48     | 81     | -33 |
| Coppa di Germania | -     | 0       | 0       | 0       | 0       | 0       | 0       | 1            | 0            | 0            | 1            | 1            | 3            | 1      | 0      | 0      | 1      | 1      | 3      | -2  |
| Totale            | 31    | 21      | 9       | 6       | 6       | 30      | 28      | 22           | 3            | 1            | 18           | 19           | 56           | 43     | 12     | 7      | 24     | 49     | 84     | -35 |

### Andamento in campionato
| Giornata  | 1  | 2  | 3  | 4  | 5 | 6  | 7 | 8  | 9  | 10 | 11 | 12 | 13 | 14 | 15 | 16 | 17 | 18 | 19 | 20 | 21 | 22 | 23 | 24 | 25 | 26 | 27 | 28 | 29 | 30 | 31 | 32 | 33 | 34 | 35 | 36 | 37 | 38 | 39 | 40 | 41 | 42 |
| --------- | -- | -- | -- | -- | - | -- | - | -- | -- | -- | -- | -- | -- | -- | -- | -- | -- | -- | -- | -- | -- | -- | -- | -- | -- | -- | -- | -- | -- | -- | -- | -- | -- | -- | -- | -- | -- | -- | -- | -- | -- | -- |
| Luogo     | T  | C  | C  | T  | C | T  | C | T  | C  | T  | C  | T  | C  | T  | C  | T  | C  | T  | C  | T  | C  | C  | T  | T  | C  | T  | C  | T  | C  | T  | C  | T  | C  | T  | C  | T  | C  | T  | C  | T  | T  | C  |
| Risultato | P  | V  | N  | N  | V | P  | V | P  | P  | P  | N  | P  | V  | P  | V  | V  | N  | P  | N  | P  | P  | P  | V  | P  | V  | P  | V  | P  | N  | P  | N  | P  | P  | P  | P  | P  | P  | P  | V  | V  | P  | V  |
| Posizione | 19 | 16 | 13 | 12 | 7 | 12 | 9 | 12 | 16 | 17 | 17 | 19 | 15 | 18 | 14 | 14 | 13 | 14 | 15 | 15 | 15 | 15 | 15 | 16 | 14 | 16 | 13 | 14 | 16 | 16 | 16 | 18 | 18 | 19 | 19 | 19 | 19 | 20 | 19 | 19 | 19 | 19 |

Legenda:

Luogo: C = Casa; T = Trasferta. Risultato: V = Vittoria; N = Pareggio; P = Sconfitta.

### Statistiche dei giocatori
| Giocatore     | 2. Bundesliga | 2. Bundesliga | 2. Bundesliga | 2. Bundesliga | Coppa di Germania | Coppa di Germania | Coppa di Germania | Coppa di Germania | Totale   | Totale | Totale      | Totale     |
| Giocatore     | Presenze      | Reti          | Ammonizioni   | Espulsioni    | Presenze          | Reti              | Ammonizioni       | Espulsioni        | Presenze | Reti   | Ammonizioni | Espulsioni |
| ------------- | ------------- | ------------- | ------------- | ------------- | ----------------- | ----------------- | ----------------- | ----------------- | -------- | ------ | ----------- | ---------- |
| J. Aido       | 37            | 0             | 3             | 0             | 0                 | 0                 | 0                 | 0                 | 37       | 0      | 3           | 0          |
| G. Andresen   | 0             | 0             | 0             | 0             | 0                 | 0                 | 0                 | 0                 | 0        | 0      | 0           | 0          |
| B. Brexendorf | 38            | 6             | 4             | 0             | 1                 | 0                 | 0                 | 0                 | 39       | 6      | 4           | 0          |
| W. Cryns      | 35            | 1             | 12            | 0             | 1                 | 0                 | 1                 | 0                 | 36       | 1      | 13          | 0          |
| D. Daras      | 29            | 6             | 3             | 1             | 1                 | 0                 | 0                 | 0                 | 30       | 6      | 3           | 1          |
| L. Ernemann   | 25            | 0             | 5             | 0             | 0                 | 0                 | 0                 | 0                 | 25       | 0      | 5           | 0          |
| B. Gerulat    | 24            | 0             | 7             | 0             | 1                 | 0                 | 0                 | 0                 | 25       | 0      | 7           | 0          |
| H. Hamann     | 15            | 2             | 0             | 0             | 1                 | 1                 | 0                 | 0                 | 16       | 3      | 0           | 0          |
| M. Jochimiak  | 22            | 3             | 2             | 0             | 0                 | 0                 | 0                 | 0                 | 22       | 3      | 2           | 0          |
| B. Jordt      | 39            | 3             | 2             | 0             | 1                 | 0                 | 0                 | 0                 | 40       | 3      | 2           | 0          |
| A. Kovács     | 11            | 0             | 2             | 0             | 1                 | 0                 | 0                 | 0                 | 12       | 0      | 2           | 0          |
| A. Köpke      | 5             | 0             | 0             | 0             | 0                 | 0                 | 0                 | 0                 | 5        | 0      | 0           | 0          |
| K. Larsen     | 19            | 2             | 1             | 0             | 0                 | 0                 | 0                 | 0                 | 19       | 2      | 1           | 0          |
| M. Ludwig     | 13            | 0             | 0             | 0             | 1                 | 0                 | 0                 | 0                 | 14       | 0      | 0           | 0          |
| A. Möller     | 27            | 5             | 4             | 0             | 1                 | 0                 | 0                 | 0                 | 28       | 5      | 4           | 0          |
| T. Neumann    | 17            | 0             | 1             | 0             | 1                 | 0                 | 1                 | 0                 | 18       | 0      | 2           | 0          |
| S. Rausch     | 10            | 1             | 2             | 0             | 0                 | 0                 | 0                 | 0                 | 10       | 1      | 2           | 0          |
| T. Richter    | 24            | 0             | 0             | 0             | 0                 | 0                 | 0                 | 0                 | 24       | 0      | 0           | 0          |
| I. Stelzer    | 21            | 2             | 1             | 0             | 0                 | 0                 | 0                 | 0                 | 21       | 2      | 1           | 0          |
| H. Stickel    | 20            | 2             | 5             | 0             | 0                 | 0                 | 0                 | 0                 | 20       | 2      | 5           | 0          |
| F. Toth       | 6             | 0             | 1             | 0             | 0                 | 0                 | 0                 | 0                 | 6        | 0      | 1           | 0          |
| D. Tönsfeldt  | 29            | 1             | 1             | 0             | 1                 | 0                 | 0                 | 0                 | 30       | 1      | 1           | 0          |
| D. Wendlandt  | 35            | 7             | 3             | 0             | 0                 | 0                 | 0                 | 0                 | 35       | 7      | 3           | 0          |
| H. Witt       | 14            | 4             | 2             | 0             | 1                 | 0                 | 0                 | 0                 | 15       | 4      | 2           | 0          |
| R. Wrobel     | 3             | 0             | 0             | 0             | 0                 | 0                 | 0                 | 0                 | 3        | 0      | 0           | 0          |